# C.F. Andorinha
Andorinha je portugalski nogometni klub iz Funchala, s Madeire. Klub je osnovan 1925. godine. U ovom klubu je ponikao jedan od najboljih igrača današnjice - Cristiano Ronaldo.